# Fritz von der Lancken
Fritz von der Lancken (Thionville (destijds Duits: Diedenhofen), Lotharingen, 21 juni 1890 – Plötzensee (gevangenis), 29 september 1944) was in de Tweede Wereldoorlog luitenant-kolonel in het Duitse leger, verzetsstrijder en een van de deelnemers aan het mislukte complot van 20 juli 1944 om Adolf Hitler te vermoorden.

## Biografie

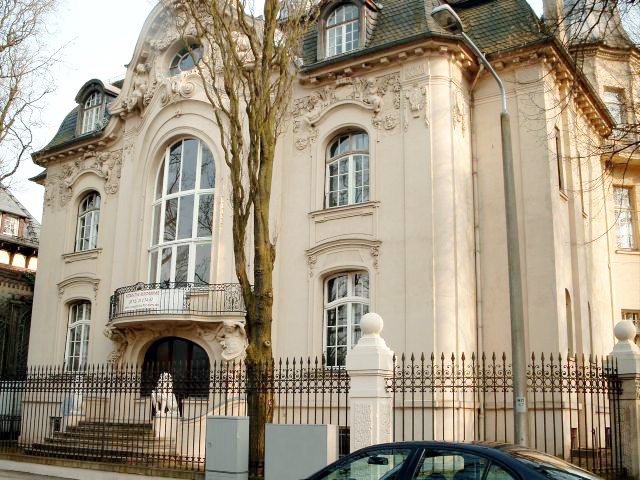
Löwenvilla Potsdam

Fritz von der Lancken was een telg uit een oude adellijke familie die oorspronkelijk van Rügen, het grootste eiland van Duitsland gelegen aan de Oostzee, afkomstig was. Hij was getrouwd met Maria Antonia Verhoop. Zij hadden drie dochters. Voor de Tweede Wereldoorlog leidde Lancken een internaat voor jongens uit adellijke families en/of families van landgoedbezitters. Dit internaat was gevestigd in de Löwenvilla aan de Gregor-Mendel-Straße 26 in Potsdam. Lancken was ereridder van de Duitse Hospitaalorde van Sint-Jan (balije Brandenburg).

## Aanslag en staatsgreep op Hitler
In de Tweede Wereldoorlog was Lancken luitenant-kolonel en lid van de staf van generaal Friedrich Olbricht, een prominent lid van een groep legerofficieren die zich verzette tegen het naziregime en een moordaanslag en staatsgreep op Adolf Hitler beraamde. In 1943 en 1944 was Claus Schenk von Stauffenberg eveneens lid van de staf van Olbricht. De Löwenvilla in Potsdam deed geregeld dienst als trefpunt van de samenzweerders. Ook de springstof, die werd gebruikt voor de bomaanslag op Hitler, werd enige tijd in de villa bewaard.
Op 20 juli 1944 pleegde Stauffenberg de bomaanslag op Hitler in de Wolfsschanze. Het plan was om meteen na zijn dood een staatsgreep te plegen. Bij het uitvoeren en dirigeren van deze staatsgreep was Lancken volop betrokken. In het Bendlerblock, het hoofdkwartier van het Duitse leger in Berlijn, bewaakte hij onder meer de bevelhebber van de Berlijnse verdedigingstroepen, generaal Joachim von Kortzfleisch, die door de samenzweerders was gearresteerd omdat hij niet mee wilde werken aan de staatsgreep. Hitler overleefde de aanslag echter en de staatsgreep werd neergeslagen. Onmiddellijk daarop werd Lancken door de Gestapo gearresteerd. 

## Proces en executie
Op 28 en 29 september 1944 stond Lancken terecht voor het Volksgerichtshof, een showproces onder leiding van Roland Freisler. Op 29 september werd hij ter dood veroordeeld en dezelfde dag opgehangen in de gevangenis Plötzensee

## Trivia
Valkyrie uit 2008, een historische film over het complot met in de hoofdrol Tom Cruise, is deels opgenomen in de Löwenvilla in Potsdam.

## Verdere literatuur
Peter Steinbach en Johannes Tuchel, Lexikon des Widerstandes 1933-1945, 1998, ISBN 978-3-406-43861-5